# Donji Markovac
Donji Markovac is een plaats in de gemeente Farkaševac in de Kroatische provincie Zagreb. De plaats telt 52 inwoners (2001).